# Éclipse de Lune (film)
Pour plus de détails, voir Fiche technique et Distribution.
Éclipse de Lune (月蝕, Yùe shí) est un film chinois réalisé par Wang Quan'an, sorti en 1999.

## Fiche technique
- Titre original : Yùe shí
- Titre français : Éclipse de Lune
- Réalisation et scénario : Wang Quan'an
- Photographie : Gao Fei
- Montage : Bao Xiaohui et Eng Dayyan
- Musique : Zhang Yang
- Pays d'origine : Chine
- Format : Couleurs - 35 mm - Stéréo
- Genre : drame
- Durée : 95 minutes
- Dates de sortie :
  - Chine : 22 octobre 1999
  - France : 30 mai 2001

## Distribution
- Yu Nan : Ya Nan
- Hu Xiaoguang : Guohao
- Wu Chao : Xiaobing